# Streptelopus asperulus
Streptelopus asperulus är en mångfotingart som beskrevs av Carl Graf Attems 1929. Streptelopus asperulus ingår i släktet Streptelopus och familjen Gomphodesmidae. Inga underarter finns listade i Catalogue of Life.